# 馬里尼夫卡 (別利亞耶夫卡區)
46°45′30″N 30°31′53″E / 46.75833°N 30.53139°E
馬里尼夫卡（烏克蘭語：Маринівка）是位於烏克蘭西南部的村莊，由敖德萨州敖德萨区的烏薩托韋市鎮負責管轄。該村始建於1870年，面積2.94平方公里，海拔高度16米，2001年人口610，人口密度每平方公里207.48人。